# Elisabetta Ripani
Elisabetta Ripani (Grosseto, 30 marzo 1986) è una politica italiana.

## Biografia
Nata a Grosseto il 30 marzo 1986, figlia dell'avvocato e dirigente sportivo Giulio Ripani, ha compiuto gli studi superiori al liceo classico "Carducci-Ricasoli" e ha frequentato la facoltà di giurisprudenza dell'Università di Firenze. Ha iniziato la sua carriera politica militando nel movimento giovanile di Forza Italia a Firenze e poi a Grosseto.
Nel 2016 è stata eletta consigliera alle amministrative che hanno visto la vittoria a sindaco di Grosseto del candidato del centro-destra Antonfrancesco Vivarelli Colonna, ricoprendo la carica di capogruppo e di responsabile della comunicazione e delle politiche giovanili di Forza Italia.
Alle elezioni politiche del 2018 è candidata alla Camera dei deputati, risultando eletta nella circoscrizione Toscana, all'interno del collegio plurinominale Toscana - 04. Il 27 marzo ha aderito al gruppo parlamentare Forza Italia - Berlusconi Presidente. Dal 21 giugno 2018 al 5 gennaio 2022 è tra i componenti della IV commissione per la difesa.
Il 27 maggio 2021 aderisce a Coraggio Italia, partito fondato da Luigi Brugnaro e Giovanni Toti, insieme ad altri parlamentari di diversa provenienza. Il 18 novembre viene nominata coordinatrice del partito in Umbria. Il 23 giugno 2022 abbandona Coraggio Italia e, insieme ad altri sei ex membri del partito, aderisce all'associazione "Vinciamo Italia" costituita da Marco Marin con cui il 28 giugno formano la componente "Vinciamo Italia - Italia al Centro con Toti".